# Ole Sander

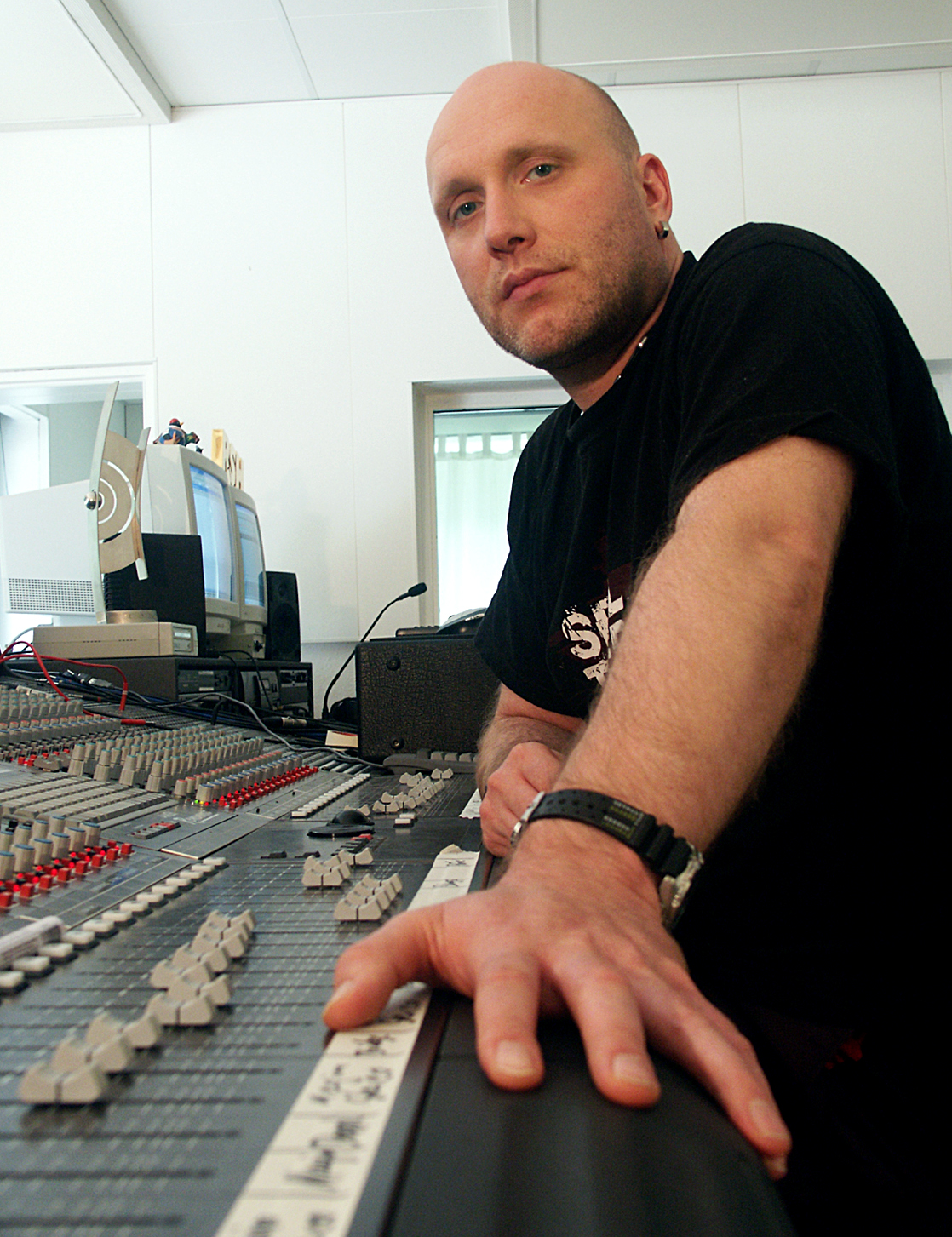
Ole Sander in seinem Tonstudio in Braunschweig (2007)

Ole Sander (bürgerlicher Name: Olaf-Björn Sander, * 25. April 1967 in Braunschweig) ist ein deutscher Musikproduzent und Songwriter.

## Biografie
1987 startete Ole Sander als DJ in der Musikbranche. Kurze Zeit später widmete sich Sander mit guten Erfolgen der Musikproduktion: So konnte er einen Echo-Award, eine Nominierung für den VIVA-Comet, zwei Jazz Awards, RSH Gold, zwei goldene Schallplatten, das Goldene Ohr sowie über 20 Chartplatzierungen verbuchen. Neben seiner Arbeit als Musikproduzent kümmert sich Ole Sander um die Förderung von Nachwuchskünstlern. 2006 rief er den Newcomer-Wettbewerb „Stars In The City“ ins Leben, über den junge Bands den Sprung ins Musikgeschäft schaffen sollen.

## Produktionen

### Major-Label-Künstler
Es folgt eine Auflistung der produzierten Künstler, die bei einem Major-Label unter Vertrag stehen oder standen.

#### Alben
| - Jazzkantine - 1994: „Jazzkantine“ - 1995: „Heiß und fettig“ - 1996: „Frisch gepresst+Live“ (Doppelalbum) - 1998: „Geheimrezept“ - 1998: „Ich Zwerg - Geheimrezept Tour“ - 2000: „In Formation“ - 2004: „Best of Jazzkantine“ | - Cappuccino (Rapper) - 1997: „Lautsprecher“ - 1998: „Nur die Besten Überleben“ - 2001: „Das Leben ist kurz...“ | - Aleksey - 1995: „Aleksey“ - 1998: „Mikrokosmos“ - 2000: „Weltpremiere“ | - Hyperchild - 2002: „Easily“ |

#### Singles
| - Jazzkantine - 1994: „Respekt“ - 1995: „55555“ - 1995: „Es ist Jazz“ - 1995: „Du“ - 1996: „Boogaloo“ - 1998: „Kein Bock“ - 1998: „Krankenhaus“ - 1998: „Alles nur Chemie“ | - Cappuccino - 1997: „Wahnsinnig“ - 1997: „Du Fehlst Mir“ - 1997: „Männer“ - 1998: „Eisbär“ - 1999: „Dir Mama“ - 1999: „Regenbögen“ - 2001: „No Secrets“ | - Aleksey - 1995: „Der, der gern anders wär“ - 1996: „I need your Loving“ - 1996: „Come into my life“ - 1998: „Hass mich“ | - Audrey Hannah - 1999: „It´s December“ - 2000: „It´s December (Mix 2000)“ - 2000: „Waiting for… (Serenade of Love)“ - Hyperchild - 2000: Wonderful Life - 2001: Goodbye - 2002: Shining Star |

| - Such a Surge feat. Jazzkantine - 1995: „Ich bin ein Träumer“ - Michael Zohren - 1999: „Immer“ | - Racketeaz - 2000: „Sieben“ - Rappers against Racism - 2000: „Only You“ | - Passion Fruit - 2001: „I´m Dreaming of... A White Christmas“ - Love Rocket (Grand Prix) - 2001: „0190 - Hey du da“ | - Vibe.lich - „Scheisskerl“ - Gim & Jazzkantine - 2002: „Mein Tag Mein Licht“ |

### Independent-Künstler
Es folgt eine Auflistung von produzierten Independent-Künstlern.

#### Alben
| - Schwimmer - „Change“ (Single) - State of Departmentz - 1994: „Reimexplosion“ - Phase V - 1994: „Mentale Verwandlung“ | - Maya - 1997: „Du kannst es tun“ - Katriana - 2009: „In Meinem Kopf“ - Big Band Kranich Gymnasium - 2005: „Unser letztes Album“ | - Trio el Pablos y Companeros - 2005: „Viva los Locos“ - Micha - 2005: „Das Leben“ - 3 Akkorde Superstars - 2007: „The Saturday EP“ (Single) | - Cavia - „Loco in Acapulco“ (Remix) (Single) - Helmut Orosz (DSDS) - 2010 „Summer of 69“ - 2010 „Please Forgive Me“ |

#### Singles
| - Tu Big Band - 2004: „Hungarian Connection“ - Rhythm 2 Move - 1995: „Here I Am“ (Single) | - Nexxus - 1995: „Belive in me“ (Single) - Onitology - 2005: „Onimok“ | - Paradogs - 2006: „Morgenland“ (Single) - 2006:„The Antediluvian Songs“ (Album) - 2010: „Das Lied vom Mond“ (Single) | - State of Departmentz - 1993: „Mit der Waffe in der Hand“ - 1994: „Schicksalsmelodie“ - 1995: „Es dreht sich nur ums Geld“ |

### Themen-Sampler
| - 1993: X-Static - 1994: E=mc2 - „Trance x BPM“ - 1994: Eylin de Winter - „Angels in Motion“ - 1994: X-Static - „Software System Crash“ | - 1996: Taten statt warten - „25 Jahre Greenpeace“ - 1996: Die CD mit der Maus - 1996: Star Trek - „A Tribute“ - 1998: Ernie Bert Hiphop & CO. | - 2003: Star Search - „The Kids“ - 2005: STARS IN THE CITY Vol. I - 2006: STARS IN THE CITY Vol. II (89.0 RTL) - 2008: STARS IN THE CITY Vol. III |

### Künstler aus Braunschweig
| - 2005: Blickfeld - 2006: TU-BigBand Braunschweig - 2008: Ancestry - 2005: Bangrantisio - Kammerchor Braunschweig - „Kyrie, a Gospel Mass“ |

### Hörbücher
| - 2010: Freche Mädchen 2 - 2011: Herzklopfen - 2011: Kuss Finale |

### Audiologos
| - 2004: Günther Metal GmbH & Co. KG - 2005: Physio Fitness (Braunschweig) - 2005: Fitnessland (Braunschweig) - 2006: Invitel (Helmstedt) - 2007: I-Unit (Braunschweig) - 2010: New City Media (Braunschweig) |

## Auszeichnungen
- 1994: Das goldene Ohr – Best gemixtes Album des Jahres
- 1994: Deutscher Jazzaward – Jazzkantine Jazzkantine
- 1995 Echo für Jazz Produktion des Jahres
- 1997: Deutscher Jazzaward – Jazzkantine Heiss & Fettig
- 1997: RSH-Gold – Cappuccino Du fehlst mir
- 1998: Goldene Schallplatte – Cappuccino Du fehlst mir
- 1998: Goldene Schallplatte – Oli P. Mein Tag